# Pleito Tabera - Fonseca

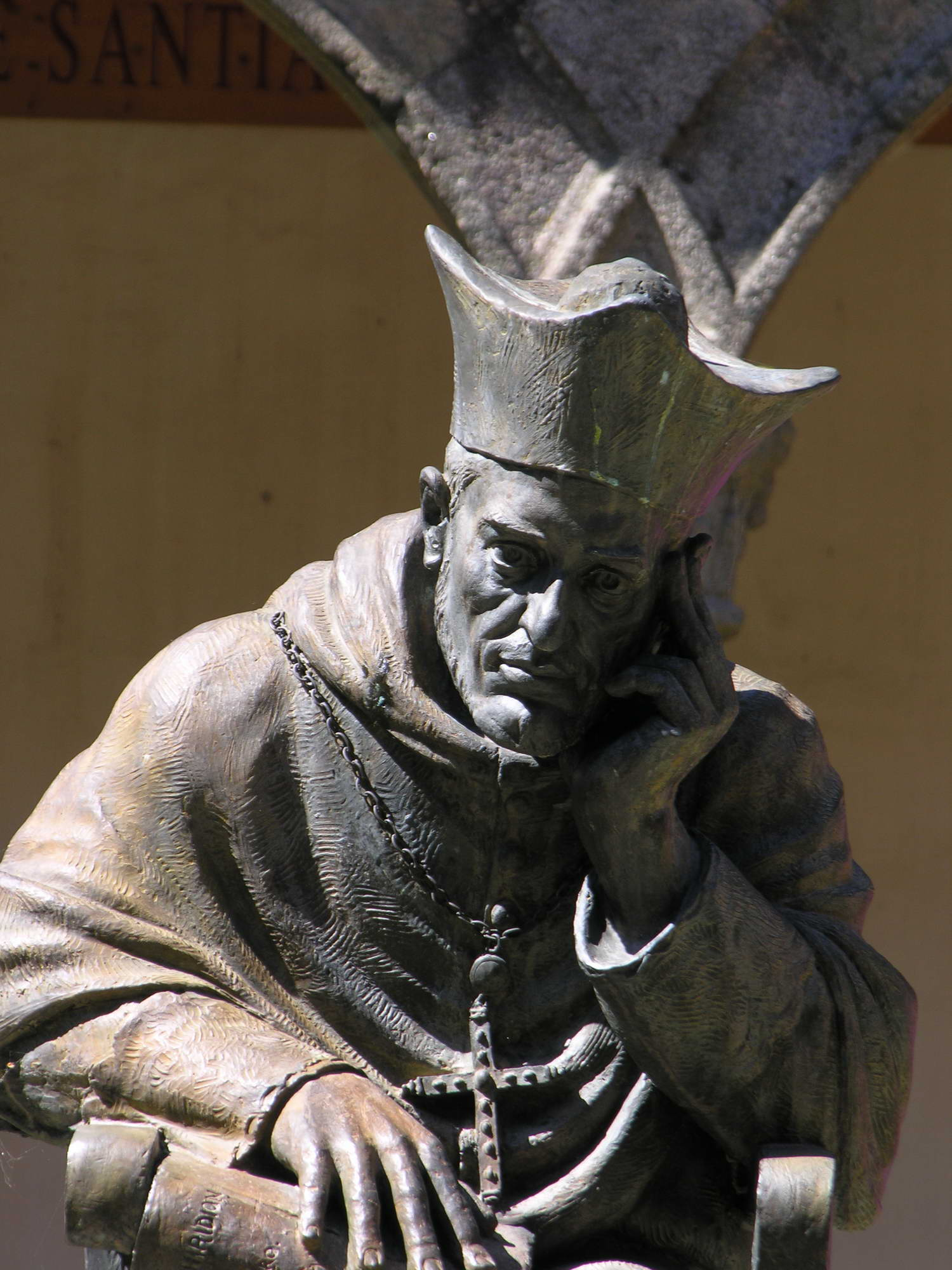
Alonso III de Fonseca, no Paço de Fonseca

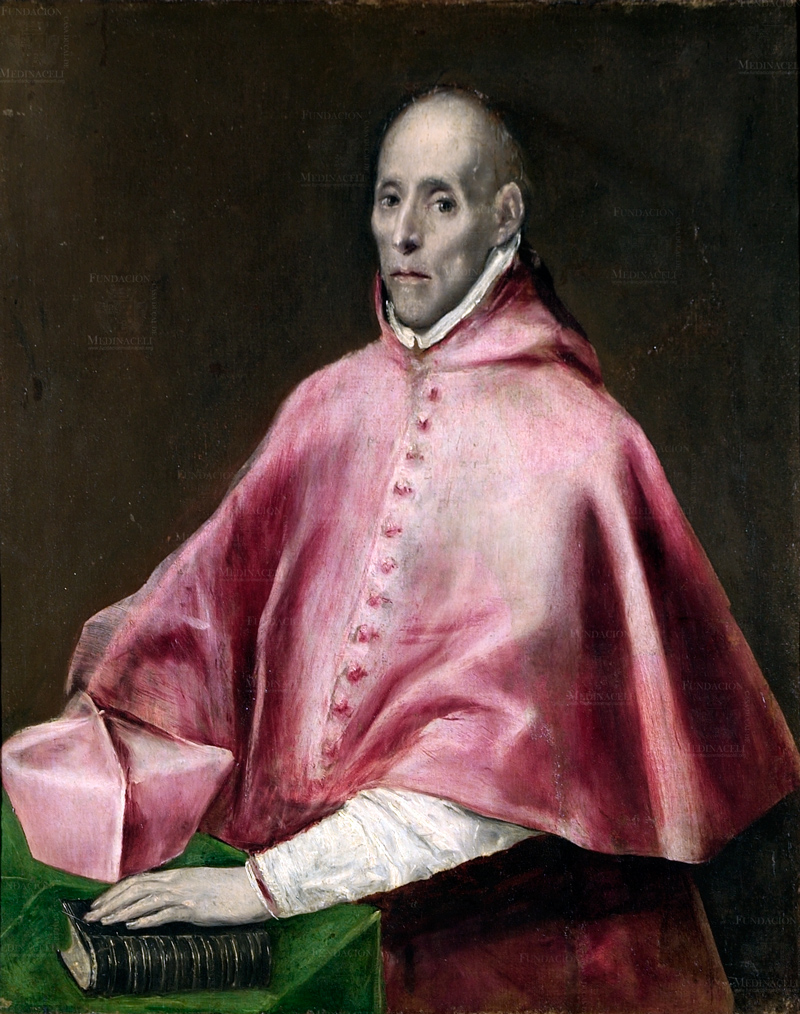
O Cardeal Juan Pardo de Tavera, por El Greco.

O  Pleito Tabera - Fonseca  é um documento que reflite uma arbitragem ou concórdia entre o arcebispo de Compostela (e logo de Toledo) Alonso III de Fonseca e seu sucessor no cargo Juan Pardo de Tavera.
Trata-se de uma fonte documental fundamental para o conhecimento do patrimônio do arcebispado nos séculos XV e XVI e dos fatos relacionados com as revoltas irmandinhas e com os conflitos senhoriais do convulso século XV galego.

## Descoberta
A primeira referência da sua existência encontramo-la da mão de Bernardo Barreiro de Vázquez Varela, que em Dezembro de 1889, na publicação "Galicia diplomática IV", fez conhecer a existência de 17 folhas guardadas no mosteiro de San Martiño Pinario.
Em 1922 foi achado o texto completo, quando o arquivista Pablo Pérez Constanti encontrou os atados (atado 46 e 47) no chamado "Arquivo segredo" do Paço arcebispal.
Desde este momento o texto seguiu sendo uma fonte majoritariamente desconhecida e usada marginalmente por uns poucos historiadores. Esta situação mudou graças ao trabalho de transcrição do texto levado a cabo por Ángel Rodríguez González (professor da Universidade de Santiago de Compostela, arquivista do concelho de Santiago e diretor da Seção de História do Instituto Padre Sarmiento de Estudios Gallegos) e com a sua publicação em 1984.

## Origem e objeto do Pleito
Com a nomeação, em 26 de Abril de 1524, de Alonso III de Fonseca como prelado de Toledo, ocupou seu anterior cargo como arcebispo de Santiago Juan Tabera em 12 de Outubro do mesmo ano.
Pouco tempo despois, em 26 de Dezembro de 1525, o novo arcebispo reclamou a Fonseca dez milhões de maravedis como indenização pelos danos sofridos nos castelos e casas pertencentes à mitra compostelana durante os governos de Alonso II de Fonseca e do próprio Alonso III; estes danos eram fruto das revoltas irmandinhas, e dos confrontos de Alonso II com os seus inimigos senhoriais e a posterior negligência de ambos os Fonsecas no arranjo do danificado a imagem do que sim fizeram muitos senhores galegos nessas datas.

## Desenvolvimento
Os letrados Simón Rodríguez (por parte de Fonseca) e Juan Bernal (pela de Tabera) e o Licenciado Santiago do Conselho do Rei arbitraram o litígio, e os arquitetos Juan de Álava e Juan Gil o Moço, além dos canteiros Joaquín de Auñón e Pedro de Muros, auditaram o estado dos bens do arcebispado santiaguês.
Declararam nele pessoas de todas as classes sociais e idades, que ofereceram dados e fatos apenas conhecidos por esta fonte, bem como descrições da arquitetura de edifícios hoje em dia desaparecidos e referências às lendas e mitos relacionados com os fatos e enclaves.
A língua usada foi o castelhano, mas o galego aparece  em tudo o fundo do documento.
Em 28 de Janeiro de 1534 o arcebispo Fonseca reafirma-se na sua posição inicial, mas aceita fazer o pago de 200 000 maravedis.
Este pago não se chegaria a realizar, pois Fonseca morreu em 4 de Fevereiro desse mesmo ano, sendo Juan Tabera apresentado para ocupar a vacante Sé de Toledo, pelo qual as diferenças havidas no pago esvaeceram definitivamente.

## Estrutura dos documentos
Ordena-se em dois atados:
- O atado 47, que consta de 6 peças e 524 fólios nos quais se contêm os textos originais.
- O atado 46, que consta de 1610 fólios e é cópia do anterior, e no que faltam partes de duas das peças, e é uma cópia encadernada feita em 1589 pelo notário Jácome Garcia por ordem do arcebispo São Clemente.

As seis peças têm a seguinte estrutura:
1- Começo de provanças, desígnio de juízes árbitros, concórdias, prórrogaçoes e nomeação de procuradores.
2- Trâmites e declarações.
3- Nomeação de procuradores e designação de testemunhas.
4- Declarações de testemunhas apresentadas por Tabera (apresentou um total de 87).
5- Declarações de testemunhas apresentadas por Fonseca (apresentou um total de 96).
6- Taxa pericial dos danos sofridos pelas fortalezas e casas.